# Megabalanus

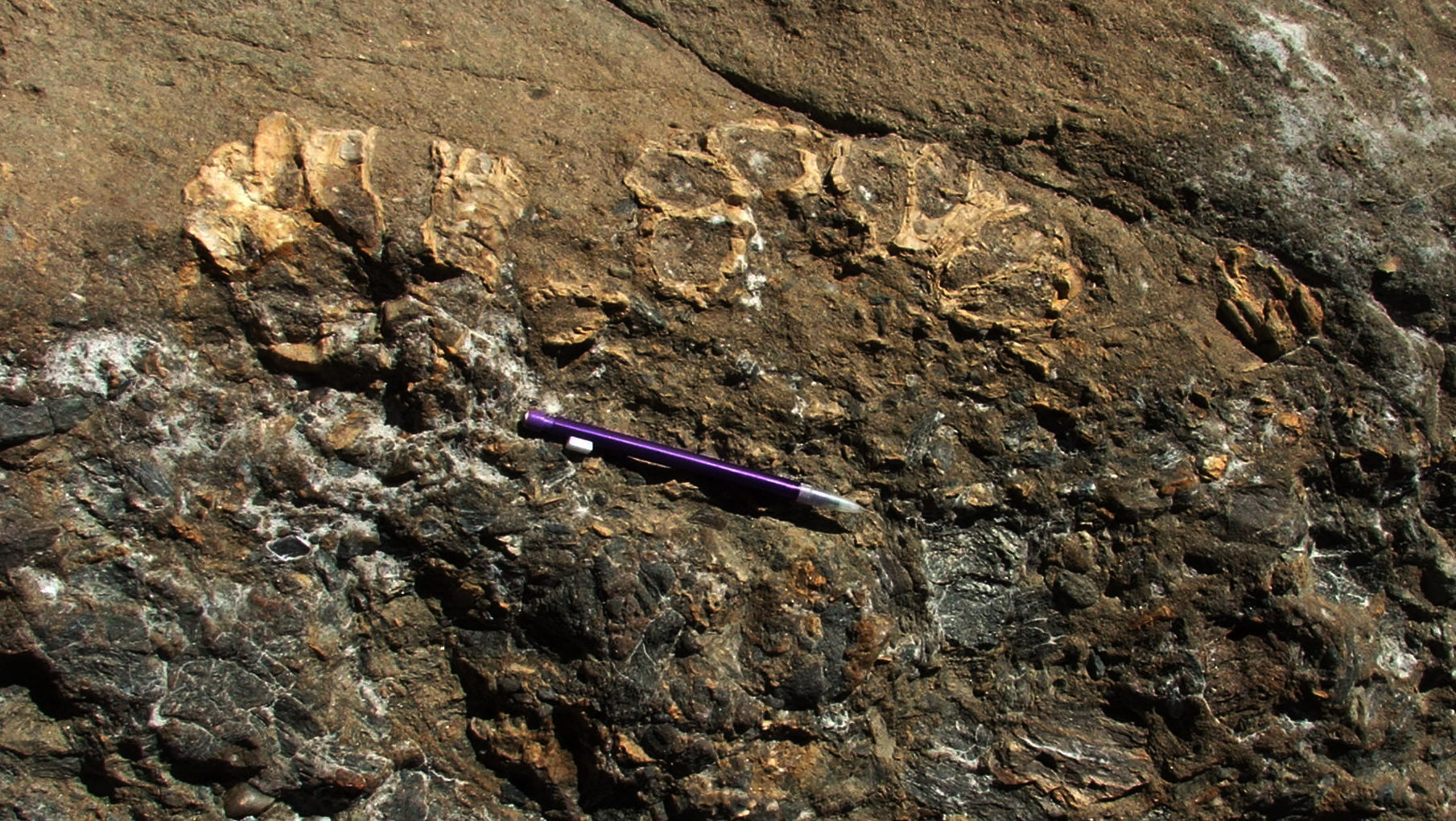
Fósseis de M. tintinnabulum.

Megabalanus é um género de cracas pertencente à família Balanidae. Os membros do género crescem até aos 7 cm de comprimento e habitam a baixa zona intertidal.

## Morfologia
Megabalanus é um géneros de cracas caracterizadas por um exoesqueleto de carbonato de cálcio constituído por 5 placas, podendo atingir os 7 cm de comprimento.

## Ecologia
Como as restantes cracas, as espécies do género Megabalanus alimentam-se de materiais orgânicos em suspensão na coluna de água que recolhem por filtração.
M. tintinnabulum tem uma distribuição cosmopolita, ocorrendo nas costas de todos os oceanos, sendo comum em áreas de costa rochosa sujeita a forte hidrodinamismo, preferindo a parte mais baixa da zona intertidal. Os espécimes tendem a crescer em aglomerados de cerca de uma dúzia indivíduos. Outras espécies, como M. californicus, são mais exigentes na escolha de habitat, ocorrendo apenas em habitats da zona entremarés da Califórnia e da costa norte-americana do Pacífico.
Enquanto a maioria das espécies de cracas responde à competição por espaço com organismos como as lapas e mexilhões com a formação de densas colónias, Megabalanus reage crescendo rapidamente até atingir um tamanho que efectivamente elimina a competição. As suas grandes dimensões reduzem a predação, embora em contrapartida torne o género atractivo para consumo humano.

## Etimologia
O nome genérico Megabalanus significa literalmente "grande craca".

## Espécies
O World Register of Marine Species (WoRMS) inclui no género Megabalanus as seguintes espécies:
| - Megabalanus ajax (Darwin, 1854) - Megabalanus antillensis (Pilsbry, 1916) - Megabalanus azoricus (Pilsbry, 1916) - Megabalanus californicus (Pilsbry, 1916) - Megabalanus clippertonensis Zullo, 1969 - Megabalanus coccopoma (Darwin, 1854) - Megabalanus concinnus (Darwin, 1854) - Megabalanus costatus (Hoek, 1913) - Megabalanus crispatus (Schröter) Darwin, 1854 - Megabalanus decorus (Darwin, 1854) - Megabalanus dolfusii (de Alessandri, 1907) - Megabalanus dorbignii (chenu, 1843) - Megabalanus galapaganus (Pilsbry, 1916) - Megabalanus giganteum (Kolosváry, 1949) - Megabalanus honti (Kolosváry, 1950) - Megabalanus hungaricus (Kolosváry, 1941) - Megabalanus javanicus (Whithers, 1923) - Megabalanus leganyii (Kolosváry, 1950) - Megabalanus multiseptatus (Ross, 1964) | - Megabalanus occator (Darwin, 1854) - Megabalanus peninsularis (Pilsbry, 1916) - Megabalanus plicatus (Hoek, 1913) - Megabalanus rosa (Choi, Anderson & Kim, 1992) - Megabalanus seguenzai (de Alessandri, 1895) - Megabalanus spinosus (Gmelin, 1791) - Megabalanus stultus (Darwin, 1854) - Megabalanus tanagrae (Pilsbry, 1928) - Megabalanus tintinnabulum (Linnaeus, 1758) - Megabalanus transsylvanicus (Kolosváry, 1950) - Megabalanus transversostriatus (Beurlen, 1958) - Megabalanus tulipiformis (Ellis, 1758) - Megabalanus validus Darwin, 1854 - Megabalanus venezuelensis (Weisbord, 1966) - Megabalanus vesiculosus (Darwin, 1854) - Megabalanus vinaceus (Darwin, 1854) - Megabalanus volcano (Pilsbry, 1916) - Megabalanus xishaensis (Ren & Liu, 1978) - Megabalanus zebra Russell et al., 2003 |